# Gymnosoma ruficornis
Gymnosoma ruficornis är en tvåvingeart som först beskrevs av Wulp 1892.  Gymnosoma ruficornis ingår i släktet Gymnosoma och familjen parasitflugor. Inga underarter finns listade i Catalogue of Life.